# Neureclipsis kyotoensis
Neureclipsis kyotoensis là một loài Trichoptera trong họ Polycentropodidae. Chúng phân bố ở miền Cổ bắc.